# A Metamorfose dos Pássaros
Pour plus de détails, voir Fiche technique et Distribution.
A Metamorfose dos Pássaros est un film documentaire portugais réalisé par Catarina Vasconcelos et sorti en 2020.
Le film est construit comme un journal intime à plusieurs voix et emprunte à Manoel de Oliveira et Agnès Varda. Son atmosphère est marquée par une sorte de réalisme magique, tout en évoquant l'histoire coloniale du Portugal et la dictature de Salazar.

## Synopsis
Beatriz se marie le jour de ses 21 ans avec Henrique, un officier de marine. Il passe la plupart de son temps en mer, elle s'occupe de leurs six enfants à terre. Elle appelle son fils aîné Jacinto, en référence aux jacinthes du jardin. Depuis sa plus tendre enfance, il rêve de se transformer en oiseau. Beatriz meurt de manière inattendue à l'âge de cinquante ans.
Le modèle du personnage de Jacinto est le père de la réalisatrice, dont la mère est également décédée prématurément. Dans A Metamorfose dos Pássaros, la fille et le père traitent de la perte de leurs mères en évoquant des souvenirs de Beatriz sous la forme de récits poétiques en voix hors champ. En outre, des lettres fictives de Beatriz et Henrique sont citées. Au niveau de l'image, ces récits sont complétés, entre autres, par des plans de plantes et de fleurs, des scènes sur des bateaux ou des scènes de jeu montrant Jacinto adolescent chez lui.

## Fiche technique
- Titre original : A Metamorfose dos Pássaros[5]
- Réalisation : Catarina Vasconcelos
- Scénario : Catarina Vasconcelos
- Photographie : Paulo Menezes
- Montage : Francisco Moreira
- Musique : Madalena Palmeirim
- Production : Pedro Fernandes Duarte, Joana Gusmão, Catarina Vasconcelos
- Sociétés de production : Primeira Idade
- Format : couleurs - 4:3
- Pays de production :  Portugal
- Langue de tournage : portugais
- Genre : film documentaire
- Durée : 101 minutes
- Dates de sortie : 
  - Allemagne : 28 février 2020 (Berlinale 2020)
  - Portugal : 7 octobre 2021 (Indielisboa)

## Distribution
- Manuel Rosa : Jacinto (jeune)
- João Móra : Pedro (jeune)
- Ana Vasconcelos : Beatriz (jeune)
- Henrique Vasconcelos : Jacinto
- Inês Campos : Teresa (jeune)
- Catarina Vasconcelos : elle-même
- José Manuel Mendes : Henrique Serpa Vasconcelos (âgé, voix)
- João Pedro Mamede : Henrique Serpa Vasconcelos (adulte, voix)
- Cláudia Varejão : Beatriz (voix)
- Luísa Ministro : Zulmira
- José Maria Rosa : João (jeune)
- Ana Margarida Vasconcelos : Beatriz (âgée)
- José Vasconcelos : lui-même
- João Vasconcelos : lui-même
- Nuno Vasconcelos : lui-même
- Teresa Vasconcelos : elle-même
- Pedro Vasconcelos : lui-même
- Henrique Serpa de Vasconcelos : lui-même